# Marmolejo
Marmolejo és un municipi de la província de Jaén (Andalusia), pertanyent a la comarca de la Campiña de Jaén, que se situa a l'oest d'aquesta, limitant amb la província de Còrdova. La meitat nord del terme municipal és dins de la Sierra Morena; un sector d'aquesta àrea s'integra en el Parc Natural Serres de Andújar. La meitat sud concentra les àrees conreades en les quals l'olivera és majoritària, encara que en la vega del Guadalquivir tenen certa importància els cultius de regadiu, com el blat de moro, el cotó, l'alfals i una gran varietat de productes hortícoles.
La ramaderia és important degut, principalment, a la presència d'una gran explotació de boví d'aptitud lletera en semiestabulació en la pedania del Poblado de San Julian.
L'economia de Marmolejo es basa en l'agricultura, la ramaderia, els aprofitaments forestal i cinegètic, i l'hostaleria relacionada amb el trànsit de viatgers de la propera autovia d'Andalusia i el seu Balneari.